# ファック
ファック（英語: fuck）とは、「誰かと性行為に及ぶ」「物事をダメにする」「破滅させる」を意味する英語表現の一種。「くそ食らえ」という意味もある。

## 概要
基本的なニュアンスは「『性行為』及び『性行為に及ぶ』」であり、そこから転じて「人を不当に扱う」「人を傷付ける」「人を酷く酔わせる」「干渉する、妨害する、余計な首を突っ込む」、「物事をめちゃくちゃにする、ダメにする、台無しにする、失敗に終わらせる」、「性行為の相手」を意味する。
日本の国語辞典には、「性交」、「情交」を意味する言葉として掲載されることが多い。
この単語は英語の中でもひときわ下品であり、印刷物に登場する機会は長きに亘って滅多に見られなかった。下品で攻撃的なニュアンスを含み、この言葉の使用が歓迎される状況自体が少ない。
この言葉そのものがタブーに近い存在であるが、それでも古くから使われ続けてきた。

## 語源
少なくとも15世紀からこの言葉は使われている。オックスフォード英英辞典で最初にこの言葉が言及されたのは1503年のことである。「中期オランダ語の『Fokken』（「前方に強く押す、交尾する」）、ノルウェー語の方言の1つ、『Fukka』（「交尾する」）、スウェーデン語の方言の1つ、『Focka』（「一撃を加える、押す、交尾する」）、および『Fock』（「陰茎」）、ドイツ語の『Ficken』（英語の『fuck』と同じ意味）・・・これらのゲルマン語と同族である」、「16世紀初頭のゲルマン語由来の言葉で、スウェーデン語の方言の1つ、『Focka』、オランダ語の方言の1つ、『Fokkelen』（「生殖、繁殖」）まで遡り、『拳』を意味するラテン語『Pugnus』に内包される言葉であり、恐らくは、『strike』（「一撃を与える」）を意味するインド・ヨーロッパ語族(Indo-European)を祖とする言葉であろう」と見られている。

## 用法

### 罵倒・拒絶
人に向けてこの単語が使われた場合、極めて攻撃的な罵倒表現となる。「Fuck off!」で「とっとと失せろ！」、「what a dumb fuck」 は「大マヌケ野郎」で、「頭が悪い」を意味する形容詞「dumb」を強調した表現である。「Don't fuck with me.」は、「俺をなめんなよ」「ふざけた真似するんじゃないぞ」というニュアンスになる。
アーノルド・シュワルツェネッガーは、自身が出演したアメリカ映画の中で、（台本の都合上）しばしば 「Fuck you」（「くたばれ」「殺すぞ」）や、「Fuck you, （ you ）fucking Asshole」（くたばりやがれ、クソ野郎）といった下品な言葉を使っている（「asshole」は日本語の「ケツの穴」に近い語感で、下品な単語の1つ。人に対して使うと「嫌な奴」「ろくでなし」「むかつく奴」「大バカ野郎」いうニュアンスになる）。「Fuck you!」は、その相手と「二度と関わりたくない」際に投げかける極めて下品な罵倒表現であり、日本語にちょうど当てはまる訳語は存在しないのだが、「死ね」「殺すぞ」「今すぐに俺の前から消え失せろ」といったニュアンスとなる。この言い回しのニュアンス自体は、前述した忌避の表現である「Fuck off」 （「（自慰でもして）さっさと消えろ！」）に近いが、これにさらに強烈な怒りを込めた言い回しである。
また、他者や社会一般の幸福に対する冷淡さの感情を表現するときや、要求を強く拒絶したり、何かに失敗したり、突然嫌な思いを味わったり、怒りの感情が湧いてきた際にも咄嗟に出る単語であり、その際には「Fuck!」（「クソが！」「畜生！」）といったニュアンスである。「Fuck! The car won't start!」（「くそ! 車が動かねぇ!」）は、自動車のエンジンがかからないことに対して怒りや苛立ちを込めた表現である。
「糞」「排泄物」を意味する「Shit」や、罵倒表現の一つである「Damn it!」を、その場で強い調子で吐き捨てるように発しても、ほぼ同じニュアンスとなる。

### 強調
一方で、英文法の視点から見ると、名詞、動詞、形容詞、副詞、代名詞、間投詞などあらゆる文脈で利用できる単語であり、必ずしも否定的な意味で使われるとは限らない。「Fucking good」は 「Very good」 の粗雑な言い方である。「What are you doing in my room?」は、通常は「私の部屋で何をしているのですか？」になるが、「what」と「are」の間に「the fuck」（「the」を必ずつける）を配置することで、「What the fuck are you doing in my room!?」（「てめぇ、俺の部屋で何してやがんだ!?」）という強調の仕方が可能である。文章内の適切な位置にこの単語を配置することにより、元の意味をより強調した表現が可能。「Shut up」は、通常は「黙れ」であるが、 「Shut the fuck up」と、「shut」と「up」の間に「the fuck」を挿入することで、「黙りやがれ」という強調表現になる。
「the fuck」だけではなく、「fucking」も使用可能。この単語も強調表現の一種であり、「Fuck the fucking fuckers.」（「そんなアホ共ほっとけ」）、「un-fucking-believable」（「絶対に信じられない」）となる。「unbelievable」だけでも「信じられない」の意味になるが、これの前に「fucking」を挿入することで、意味をより強調できる。
「Are you kidding me?」は、相手の発言に対して「冗談でしょう？」「私をからかっているのですか？」というちょっとした驚きの気持ちが込められた表現だが、「fucking」を挿入することで、「Are you fucking kidding me?」という言い回しも可能。この場合、「マジで？」「おいおい、冗談だろ？」「おい、からかってんのか？」という強調表現となる。
相手からの質問や言い分を否定したり拒否したりする際に「No」（「いいえ」「違います」「嫌だ」「断る」「ダメだ」）を使う際にもこの間投詞を挿入して「Fucking no!」とすることで、「ねぇよ」「違ぇよ！」「嫌だね！」「できやしねぇ！」といった強調表現が可能。
「Fucking great!」 は声のトーンによって「こりゃすげえや！」というニュアンスになる。挨拶の際に「Fucking」を挿入することで、「Fucking hello!」 （「よぉ！」）という使い方も可能。ひどく驚いた際に思わず出る表現の一種としては、「What the fuck!（WTF）」「Oh, my fucking god!（OMFG）」で、「どうなってやがる」「何てこった！」というニュアンスになる。これらはインターネットやオンラインゲームコミュニティで、しばしば単語の頭文字だけで表記される。

## 規制
英語圏の大衆文化の中で 「fuck」 が広まる一方で、この単語に対する規制は厳しくなった。2000年にフランスで公開された暴力映画『ベーゼ・モア』が、2002年にアメリカ合衆国で公開された際、そのタイトルは「Kiss me and Rape Me」に変更されて上映された。フランス語の「Baise moi」を英語に直訳すると「Fuck me」となるためである。これと似た出来事は、スウェーデンの映画『ショー・ミー・ラヴ』でも起こった（原題は 「スウェーデン語: Fucking Åmål」）。楽曲においても、ブリトニー・スピアーズが歌うシングル「If U Seek Amy」は、その曲名の発音が 「F-U-C-K-me」 とも聞こえることから騒動になり、ラジオ放送を自主規制する動きが出たことがある。
こういった規制により、「fuck」以外の下品な響きを持つ単語に対する規制は、相対的に緩むことになった。
シュワルツェネッガーがカリフォルニア州知事選挙に出馬した際、「教育上良くない映画に出ている人物が知事という立場に立ってもいいのか？」とメディアから言われ、選挙で苦戦した話がある。2009年に同州の議会が議決した財政改革法案に対して、シュワルツェネッガーが拒否権を発動した時にしたためた公文書があり、それに記述された8行ある文章の頭文字を縦読みすると、「I fuck you」（「ぶっ殺すぞ」）となることが話題となった。議会は、シュワルツェネッガーが掲げた水道問題、保健行政への取り組みを完全に無視する形で今回の財政改革法案を可決したため、シュワルツェネッガーがこの隠喩を使うことでカリフォルニア州議会に対する怒りを示したのではないか、とされたためである。

## 婉曲語法
この単語を直接扱うことが不適切であると思われる状況では、「fuck」という単語を 「feck, fvck, fudge, the f-word, the f-bomb, frig, freak, fork, fook, fizzuck, frak, frick, frickin, friggin, f*ck, f**k, f-u, fuk, fahq, fcuk, the hacker,  phuck, punk, funk, f***, ****, f'k, f'n, ffffff 」といった具合に、スペルを変えたり、全く別の単語に置き換えることで、間接的にこの単語の意味を伝えるのに一役買っている。「fsck, fuk, fark, f2k」などの表記も見られる。西インド諸島（旧・英領カリブ）諸国では、fock と綴られることがある。fark はイギリス連邦に加盟している国々でしばしば見られる婉曲語法であり、オーストラリア英語におけるアクセントを誇張した発音に由来する。イギリスのファッションブランド「フレンチ・コネクション」は、話題を呼ぶために 「French Connection United Kingdom」 の略記であるとして小文字のイニシャル 「fcuk」の表記を使用している。アイルランドのホームコメディ ファーザー・テッド では、「fuck」は「feck」 と言い換えられた。
似た現象で、「糞」「排泄物」を意味する単語「shit」は「shoot」に置き換えられることがある（英語圏においては、「fuck」と同様に「shit」という単語そのものが下品な響きを持つため）。これらの単語やスペルの言い換えは、いずれも、「地獄」を意味する単語「hell」を「heck」と言い換えて使う現象と同じである。
2019年に、CNNが「Fワード」と表現したことがある。

## 派生的意味
他の低俗な単語と同様に、禁句や強意語の一種として用いられるが、その際に本来の意味である「性交する」のニュアンスで用いられることはほぼ無い。既述のとおり、相手に対する罵倒表現や、話し手の主観的感情を強めるための強調表現として用いることが多い。書籍『Practical English Usage』では、以下の二通りの文章が例に挙げられている。
1. Why are you fucking in my bed?
2. What the fuck are you doing in my bed!?

1. は、「なんで俺のベッドの中でセックスしてんだ？」、2. は、「てめえ、一体全体俺のベッドの中で何してやがんだ！？」というニュアンスになる。だが、1. の意味で「fuck」を用いる使い方はほぼ皆無である。間投詞として用いる「the fuck」「fucking」には、いずれも「性交する」の意味は無く、自分が言わんとしていることを強調しているだけである。
「Fuck me!」、「Well, I'll be fucked!」といった言い回しがある。これらも罵倒表現ではなく、「自分が何か失敗をやらかした際に、自分自身に対する後悔や失意の念が込められた『俺は何やってんだ・・・』」というニュアンスである。「Well, fuck me stupid!」 は、「なんと愚かな」「なんてことをしてくれたんだ」「あのバカ……」のように、驚愕・呆れ・失望の感情を表す表現である。
「God」（「神」） という単語を「fuck」に置き換える表現がある。「for fuck's sake」 は、「for God's sake」を言い換えた、強調表現である。「頼むから、お願いだから～してくれ」という懇願の表現であり、他にも「なんてこったい」「やってられっか」といった、焦り、苛立ち、怒りの感情が込められている。「Who the fuck knows」 は、「神のみぞ知る」「誰にも分からない」を意味する言い回し「God knows」 の「God」を「Who the fuck」に置き換えた強調表現であり、「知るかよ」「そんなもの、誰が知ってるってんだ？」というニュアンスとなる。